# Зефир и Флора (балет Мясина)
«Зефи́р и Фло́ра» (фр. Zéphyr et Flore) — одноактный балет в 3-х картинах в постановке Л. Ф. Мясина на музыку В. А. Дукельского, сценография Ж. Брака. Первый показ 17 июня 1925 года силами труппы Русский балет Дягилева, Театр Монте-Карло, Монте-Карло.

## История
Летом 1924 года Чекетти передал Мясину просьбу Дягилева о встрече в Лондоне. Антрепренёр и балетмейстер не поддерживали отношений несколько лет. Дягилев по настоянию Кохно предложил Мясину вернуться в труппу и заказал ему два новых балета. Поскольку в то же время Мясин ставил балеты для ревю Кокрана в Лондоне, он начал работать по двум ангажементам.
В Русском сезоне 1925 года в жизни труппы Дягилева назревал очередной перелом. Импресарио задумывался о замене главного балетмейстера Нижинской, на место которой намеревался назначить Баланчина, дебютировавшего в качестве постановщика премьерой собственной редакции балета Мясина «Песнь соловья» (1925). Дягилев был известен как открыватель новых талантов. Среди новых артистов его труппы Мясин встретил Маркову, Долина и Лифаря, который исполнил в «Зефире и Флоре» свою первую сольную роль, «продемонстрировал природный ум и умение владеть собой».
Балет «Зефир и Флора» предшествовал «Матросам» и создавался во время репетиций в Монте-Карло. Новое сочинение основывалось на либретто Кохно, планировавшего «восстановить ballet d’action XVIII века». Тот же тип мифологического сюжета ранее привлёк Шарля Дидло, в «Зефире и Флоре» которого впервые дебютировала известная Тальони в 1830 году в Лондоне. Оформление было поручено Жоржу Браку.
На сей раз Дягилев так же привлёк к сотрудничеству молодого и начинающего композитора Дукельского, музыка которого, по мнению Мясина, включала интересные отзвуки фуг Баха. С. С. Прокофьев писал в «Дневнике», что ему нравилась музыка Дукельского: «Балет я слушал с самым нескрываемым удовольствием». Более опытный и старший по возрасту композитор пытался оказывать содействие младшему коллеге, рекомендовал Кусевицкому печатать его сочинения, играл вариации из «Зефира и Флоры»: «Кусевицкий хохотал: „В Америке Рахманинов направо и налево хвалил Метнера, потому что Метнер пишет под Рахманинова. Приехал Метнер и стал хвалить Рахманинова. Теперь та же история: Дукельский пишет под вас и вы расхваливаете его“». Ещё до парижской премьеры Прокофьев познакомил Дукельского с Сувчинским, мнение которого о музыке балета было записано в прокофьевском «Дневнике»: «Сувчинский нашёл, что ни капли Стравинского, но масса Прокофьева, впрочем, мимоходом и Шопена, и Шумана».
В свою очередь Дукельский содействовал сближению Дягилева и Прокофьева: «Дукельский очень хочет, чтобы у меня снова восстановились отношения с Дягилевым, так как чувствует, что я был бы для него хорошей опорой». Именно к майским дням того года относится переданное через Дукельского предложение Дягилева Прокофьеву о написании нового балета для Русских сезонов, которым впоследствии стал «Стальной скок» в постановке Мясина (1927).
Несмотря на прохладное принятие публикой, «Зефир и Флора» вошёл в репертуар труппы Дягилева в отличие от «Матросов», премьера которых обрела гораздо больший успех. На музыку Дукельского Мясин создал ещё один балет — «Публичный сад» по совместному с композитором сценарию на основе фрагмента романа Андре Жида «Фальшивомонетчики» (1935), известный также под названием «Общественный сад», или «Общественные сады».

## Сюжет
Либретто значительно отличается от сценария одноимённого балета Дидло. Фабула сочинения Дукельского и Мясина основана на типичном любовном треугольнике: Борей, брат Зефира, пленён любовью к Флоре, супруге Зефира, и пытается разлучить их.
Действие происходит на Олимпе, где танцуют и музицируют Музы. Появляющийся Борей избегает внимания Муз и ищет Флору. Зефир и Флора исполняют вальс, Борей пытается разъединить супругов. Затем Борей затевает игру в жмурки, чтобы избавиться от Зефира и уединиться с Флорой. Флора попадает в объятия Зефира. Мучимый ревностью Борей принимает Зефира за Флору, не узнаёт брата, поскольку у него завязаны глаза. Флора удаляется.
На сцене появляются Музы, они танцуют с Флорой, затем оставляют её в одиночестве. Борей преследует Флору, которая избегает его настойчивых ухаживаний и исчезает. На Олимп вносят тело Зефира с нанесёнными ему его братом ранами. Музы вместе с Флорой оплакивают раненного Зефира. Их слёзы исцеляют бога, который вскоре поправляется, становится на ноги и начинает свой танец. Музы соединяют руки супругов, чтобы они больше не расставались.
В финале Зефир и Флора покидают Борея, любовь которого потерпела неудачу. Музы наказывают Борея, поскольку он отверг их к нему любовь.

## Премьера
- 1925, 28 апреля — «Зефир и Флора»[14], балет в трёх картинах по сценарию Бориса Кохно на музыку Владимира Дукельского (Вернона Дюка) в хореографии Леонида Мясина; декорации и костюмы Жоржа Брака. Дирижёр Марк-Сезар Скотто, режиссёр Сергей Григорьев[15][1][3]

Основные исполнители ролей:
- Флора — Алисия Никитина
- Зефир — Антон Долин
- Борей — Серж Лифарь

Первый показ в Париже состоялся 15 июня (17 июня?). Согласно программе спектакля 20 июня 1925 года в Гетэ-лирик в роли Флоры выступила Александра Данилова, Музы: Любовь Чернышёва, Лидия Соколова, Фелия Дубровская, Нинет де Валуа, Тамара Жевержеева, Генриетта Маикерска, Любовь Сумарокова, Татьяна Шамье и Елена Комарова.
12 ноября 1925 года балет был представлен в Театре Колизеум, Лондон.

## Новая версия
- 1926, 27 мая — показ новой версии балета в 3-х картинах в хореографии Мясина в Театре Сары Бернар, Париж[18][19]

## Восприятие
Критики отмечают, что, несмотря на качественную музыку и удачную постановку, сценическую жизнь балета нельзя назвать успешной, поскольку сочинение не завоевало значительной симпатии у публики. Л. Ф. Мясин писал в мемуарах: «Я остался доволен конечным результатом своей работы, но, вероятно, мифологический сюжет оказался слишком далёк от современности, и балет так и не стал популярен у зрителей».
С. Л. Григорьев также удивлялся восприятию публики: «С момента исполнения в Монте-Карло „Зефира и Флоры“ Дягилев сделал всё возможное, чтобы улучшить этот балет, который предстояло показать первым из новых постановок. Но хотя состав молодых исполнителей, а в какой-то степени и музыку Дукельского сочли очаровательными, этот спектакль постоянно терпел неудачу».
С. С. Прокофьев испытал разочарование от парижской премьеры: «<…> оркестровано тускло и часто угловато, на фортепиано звучит много лучше. Декорации Брака оказались вялыми, сюжет Кохна — никаким. Только заключение балета, когда нимфы перед Бореем ложатся веером на спины, предлагая ему отдаться, доставило публике удовольствие. Успех средний. Дукельский выходил кланяться один раз, выглядел взволнованным и забавным. Резюмэ — некоторое разочарование. И всё же, балет можно переоркестровать, сцену переставить, а по музыке это одно из самых значительных явлений сезона».
Сравнивая первые и последующие оформительские работы П. Пикассо и Ж. Брака для Русского балета Дягилева, М. Ф. Ларионов отметил, что декорации «Пульчинеллы» и «Зефира и Флоры» «оказались самыми замечательными».